# Hasalaru
Hasalaru, jedno od dravidskih planinskih plemena iz indijske države Karnataka u distriktima Chikmagalur, Shimoga, Dakshina Kannada i Uttara Kannada. Patrilokalni su i monogamni, a prevladava nuklearna obitelj. Danas žive od agrikulture ili rade kao plantažni radnici. Tradicionalni vođa je gurikara ili buddhivanta. Govore jezikom kannada, dravidska porodica. Populacija: 50.000.